# Phorocera gracilis
Phorocera gracilis là một loài ruồi trong họ Tachinidae.